# Martin von Hochmeister
Martin Hochmeister, din 1813 von Hochmeister, (n. 19 aprilie 1767, Sibiu, Monarhia Habsburgică – d. 9 ianuarie 1837, Sibiu, Imperiul Austriac) a fost primar al Sibiului între 1818-1837.

## Familia
Tatăl său, Martin Hochmeister (1740–1789), a fost un librar și editor sibian renumit, care a înființat în anul 1783 primul periodic din Transilvania (Siebenbürger Zeitung). În anul 1787 municipalitatea i-a pus la dispoziție Turnul Gros din Sibiu, pentru a organiza acolo reprezentații artistice.

## Viața

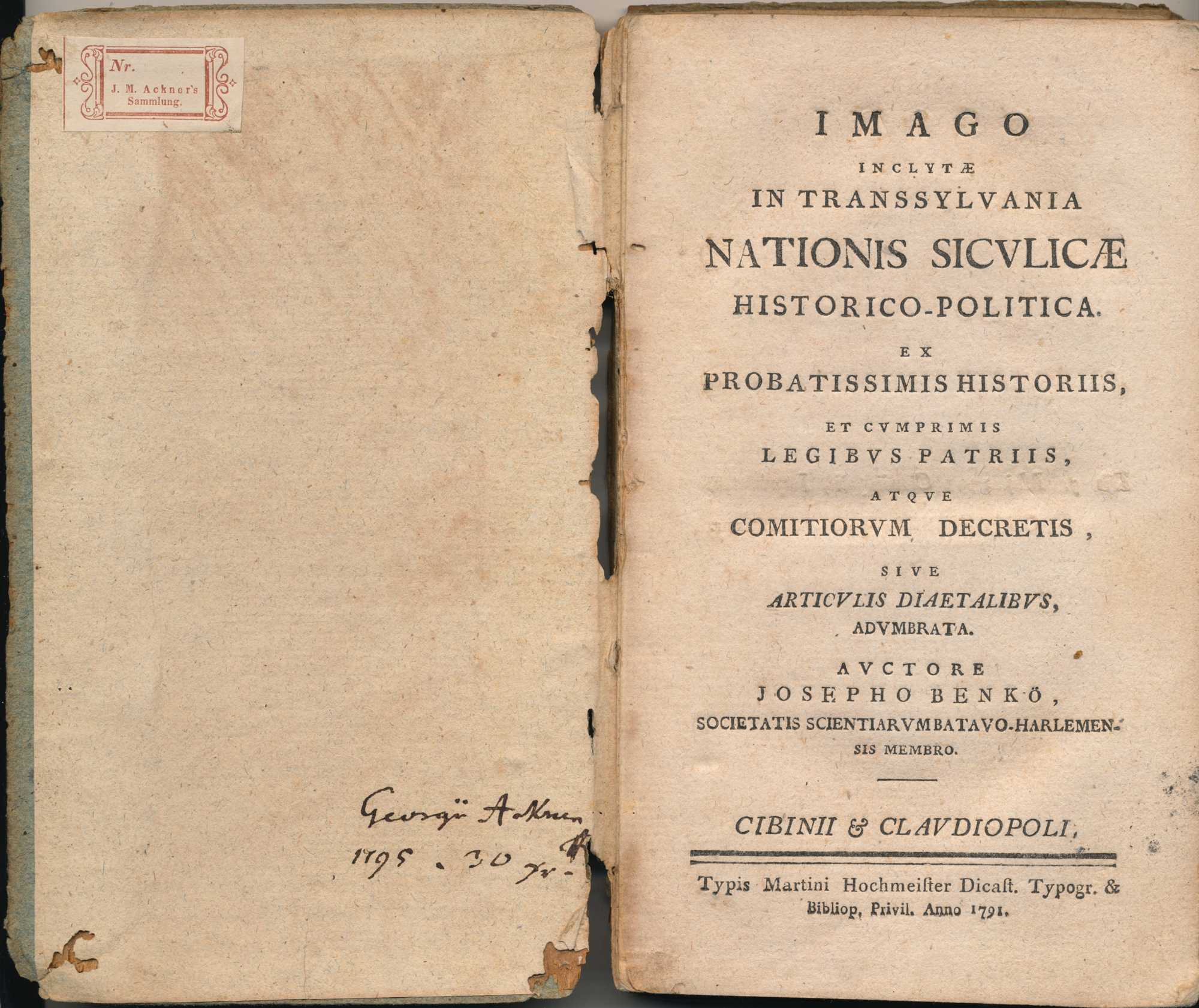
Imago Inclytæ In Transsylvania, editată în 1791 de Martin von Hochmeister

În anul 1778 s-a convertit la catolicism, după care a urmat școala medie la Institutul „Theresianum“ din Waitzen (Vác) și a studiat dreptul la Colegiul Iezuit din Cluj. A fost de asemenea membru și scriptor al lojei masonice St. Andreas zu den drei Seeblättern im Orient in Hermannstadt.  
Martin a deprins meșteșugul tatălui său și a condus tipografia aflată în curtea casei sale din Wintergasse („Strada Iernii”, în prezent str. Timotei Popovici nr. 9). Er wurde, wie Johann Gött, Wegbereiter der siebenbürgischen Publizistik. Von 1790 bis 1801 gab er die Siebenbürgische Quartalsschrift (die erste wissenschaftliche Zeitschrift Siebenbürgens) und 1805 bis 1824 die Siebenbürgischen Provinzialblätter heraus, in denen sich die Forschung und Landeskunde Siebenbürgens konzentrierte. Den Siebenbürger Boten führte er zeitlebens fort. 
În anul 1790 a întemeiat și la Cluj o tipografie și o librărie, pe care le-a donat în anul 1809 Liceului Piarist. Tot la Cluj a editat începând cu 1790 publicația Erdély-Magyar Hir-Vivő, devenită mai târziu Hiradó. 
Sala Thalia din Sibiu a renovat-o pe cheltuiala sa, după un incendiu.

## Publicații
- Der Sächsischen Nation in Siebenbürgen Statuta oder Eigen Land-Recht (Stephanus König). nach 1813
- Anweisung, das Unkraut in Gärten zu verhüten und auf das Unfehlbarste auszurotten. 1826
- Der unfehlbare Raupen-, Insekten- und Würmer-Vertilger: der die neuesten und bewährtesten Mittel, um den Gärten, Plantagen, Wäldern und Feldern schädlichen Insekten und Würmer zu vertreiben und gänzlich zu vertilgen. Gottfried Basse, Quedlinburg und Leipzig 1826